# 1525

## Esdeveniments
- A la batalla de Pavia, Espanya derrota França
- Matrimoni de Martí Luter
- Traducció dels evangelis a l'anglès

## Necrològiques
Països Catalans
- 25 de juliol - Veroli: Guillem Ramon de Vich i Vallterra, cardenal valencià
- Jordi Sanç, 45è President de la Generalitat de Catalunya.

Mó
- 5 de maig - Lochau: Frederic III de Saxònia (1463-1525), dit «el savi», va ser el príncep elector de Saxònia (n. 1463).[1]
- Cauhtémoc, l'últim líder asteca, torturat fins a la mort